# Escuela Internacional de Cine y Televisión
A Escuela Internacional de Cine y Televisión (EICTV) é uma instituição cubana dedicada à formação de profissionais de cinema e televisão, com sede em San Antonio de los Baños.
Foi inaugurada em 15 de dezembro de 1986, por iniciativa da Fundação do Novo Cinema Latino-americano (FNCL). À frente do projeto estavam o escritor e jornalista colombiano Gabriel García Márquez, o poeta e cineasta argentino Fernando Birri,o pesquisador cubano Julio García Espinosa e também Sergio Muniz, um cineasta e publicitário brasileiro. O objetivo era proprocionar a estudantes da América Latina, África e Ásia um espaço que unisse a formação teórica, a prática e o debate sobre as artes audiovisuais. A "Escola de Três Mundos", porém, a partir de 2000 se tornou a "Escola de Todos os Mundos", abrindo as portas para estudantes de qualquer nacionalidade.
Os cursos regulares da EICTV duram três anos. O primeiro é de formação básica, o segundo de formação especializada numa das oito áreas oferecidas (Produção, Roteiro, Direção, Fotografia, Documentário, Som, Edição e TV e Novas Mídias) e no terceiro o aluno põe em prática os conhecimentos adquiridos, realizando um projeto.

## Cineastas formados pela EICTV
- Pablo Dotta,  Uruguai, El dirigible
- Nicolás Isasi,  Argentina, Landscapes for Freedom
- Benito Zambrano,  Espanha, Solas o los muy recientes
- Jaime Rosales,  Espanha, Las horas del día
- Marcos Loayza,  Bolívia, Cuestión de fe
- Andrés Waissbluth,  Chile, Los debutantes
- Juan Carlos Cremata,  Cuba, Nada
- Arturo Sotto,  Cuba, Pon tu pensamiento en mí e Amor vertical
- Marcelo Adifa,  Brasil, Saltar Vazio e A quem se fizer estrela